# Savoir-vivre
Der französische Begriff savoir-vivre bedeutet wörtlich „verstehen, zu leben“. Im Französischen wird savoir-vivre ausschließlich im Sinne von „gutem Benehmen“ oder „guten Umgangsformen“ gebraucht. Im Deutschen wird er im Sinne von „Lebenskunst“ (französisch l’art de vivre) verwendet.
Das Gourmet- und Reisemagazin Savoir-vivre hat diesen Namen aufgegriffen.